# Vitalie Damașcan
Vitalie Damașcan (Soroca, 24 gennaio 1999) è un calciatore moldavo con passaporto rumeno, attaccante del Maccabi Petah Tiqwa e della nazionale moldava.

## Biografia
Ha un fratello di nome Ilie, anch'egli calciatore.

## Caratteristiche tecniche
Gioca prevalentemente come centravanti, ambidestro, dotato di buona velocità e dal buon dribbling è molto abile nel gioco aereo possiede inoltre delle buone doti acrobatiche oltreché essere un valido finalizzatore.

## Carriera

### Club

#### Gli inizi allo Zimbru Chișinău e Sheriff Tiraspol
Cresce calcisticamente nello Zimbru Chișinău, per poi debuttare in prima squadra il 29 novembre 2015 nella partita di Divizia Națională vinta 1-0 contro il Milsami Orhei. Nel marzo 2017 si trasferisce al Sheriff Tiraspol. Il 9 aprile 2017 mette a segno la sua prima rete in maglia Sheriff nella partita di campionato vinta 1-0 contro la sua ex squadra, lo Zimbru Chișinău. Il 25 maggio 2017 nella finale di Cupa Moldovei realizza una doppietta nella larga vittoria per 5-0 contro l'Olimpia Balti.

#### Torino
Il 17 gennaio 2018 firma un contratto della durata di tre anni e mezzo (con opzione di prolungamento) con il Torino. Il 16 luglio 2018 viene ufficializzato il suo acquisto da parte dei granata, dopo aver ottenuto il passaporto comunitario. Si mette in mostra al Torneo di Viareggio 2019 segnando 4 gol nelle prime 3 gare della fase a gironi. Gioca la sua prima (e unica) partita stagionale il 14 aprile 2019 nell'1-1 contro il Cagliari, rilevando nel finale Tomás Rincón.

#### Prestiti al Fortuna Sittard e all'RKC Waalwijk
Nel luglio 2019 viene ceduto agli olandesi del Fortuna Sittard in prestito con diritto di riscatto fissato a un milione e mezzo di euro e contro-riscatto a favore dei granata.
Il 15 settembre 2020 viene ceduto nuovamente in prestito nei Paesi Bassi, questa volta all'RKC Waalwijk.

#### Sepsi
Il 12 luglio 2021 il giocatore vola in Romania, da svincolato, al Sepsi.

### Nazionale
Dopo aver fatto la trafila delle nazionali giovanili moldave (Under-17 e Under-19), viene convocato nel settembre 2016 per la prima volta nella nazionale maggiore per le partite valide alla qualificazione al Mondiale 2018, rispettivamente contro Serbia e Irlanda, senza però scendere in campo in nessuno dei due match. Il 13 giugno 2017 debutta con la nazionale Under-21 moldava segnando una doppietta, nella partita di qualificazione all'Europeo di categoria 2019 contro i pari età di San Marino.
Nel gennaio 2018 riceve la chiamata in nazionale maggiore da parte del CT Alexandru Spiridon ed esordisce il 27 gennaio giocando da titolare nella partita amichevole disputata ad Adalia contro la Corea del Sud.

## Statistiche

### Presenze e reti nei club
Statistiche aggiornate al 7 giugno 2021
| Stagione                | Squadra                 | Campionato              | Campionato | Campionato | Coppe nazionali | Coppe nazionali | Coppe nazionali | Coppe continentali | Coppe continentali | Coppe continentali | Altre coppe | Altre coppe | Altre coppe | Totale | Totale |
| Stagione                | Squadra                 | Comp                    | Pres       | Reti       | Comp            | Pres            | Reti            | Comp               | Pres               | Reti               | Comp        | Pres        | Reti        | Pres   | Reti   |
| ----------------------- | ----------------------- | ----------------------- | ---------- | ---------- | --------------- | --------------- | --------------- | ------------------ | ------------------ | ------------------ | ----------- | ----------- | ----------- | ------ | ------ |
| 2015-2016               | Zimbru Chișinău         | DN                      | 3          | 0          | CM              | 0               | 0               | -                  | -                  | -                  | -           | -           | -           | 3      | 0      |
| 2016.-mar. 2017         | Zimbru Chișinău         | DN                      | 13         | 1          | CM              | 1               | 2               | -                  | -                  | -                  | -           | -           | -           | 14     | 3      |
| Totale Chișinău Zimbru  | Totale Chișinău Zimbru  | Totale Chișinău Zimbru  | 16         | 1          |                 | 1               | 2               |                    | -                  | -                  |             | -           | -           | 17     | 3      |
| mar.-mag. 2017          | Sheriff Tiraspol        | DN                      | 6          | 5          | CM              | 2               | 2               | -                  | -                  | -                  | -           | -           | -           | 8      | 7      |
| 2017                    | Sheriff Tiraspol        | DN                      | 17         | 13         | CM              | 1               | 0               | UCL+UEL            | 3+6                | 0                  | -           | -           | -           | 27     | 13     |
| 2018-giu.2018           | Sheriff Tiraspol        | DN                      | 6          | 3          | CM              | 0               | 0               | -                  | -                  | -                  | -           | -           | -           | 6      | 3      |
| Totale Sheriff Tiraspol | Totale Sheriff Tiraspol | Totale Sheriff Tiraspol | 29         | 21         |                 | 3               | 2               |                    | 9                  | 0                  |             | -           | -           | 41     | 23     |
| 2018-2019               | Torino                  | A                       | 1          | 0          | CI              | 0               | 0               | -                  | -                  | -                  | -           | -           | -           | 1      | 0      |
| 2019-2020               | Fortuna Sittard         | ED                      | 19         | 6          | KNVB            | 2               | 1               | -                  | -                  | -                  | -           | -           | -           | 21     | 7      |
| 2020-2021               | RKC Waalwijk            | ED                      | 19         | 2          | KNVB            | 1               | 0               | -                  | -                  | -                  | -           | -           | -           | 20     | 2      |
| 2021-2022               | Sepsi                   | L1                      | 2          | 0          | CR              | 0               | 0               | ECL                | 2                  | 0                  |             | -           | -           | 5      | 0      |
| Totale carriera         | Totale carriera         | Totale carriera         | 87         | 30         |                 | 7               | 5               |                    | 11                 | 0                  |             | -           | -           | 105    | 35     |

### Cronologia presenze e reti in nazionale
| Cronologia completa delle presenze e delle reti in nazionale ― Moldavia | Cronologia completa delle presenze e delle reti in nazionale ― Moldavia | Cronologia completa delle presenze e delle reti in nazionale ― Moldavia | Cronologia completa delle presenze e delle reti in nazionale ― Moldavia | Cronologia completa delle presenze e delle reti in nazionale ― Moldavia | Cronologia completa delle presenze e delle reti in nazionale ― Moldavia | Cronologia completa delle presenze e delle reti in nazionale ― Moldavia | Cronologia completa delle presenze e delle reti in nazionale ― Moldavia |
| Data                                                                    | Città                                                                   | In casa                                                                 | Risultato                                                               | Ospiti                                                                  | Competizione                                                            | Reti                                                                    | Note                                                                    |
| ----------------------------------------------------------------------- | ----------------------------------------------------------------------- | ----------------------------------------------------------------------- | ----------------------------------------------------------------------- | ----------------------------------------------------------------------- | ----------------------------------------------------------------------- | ----------------------------------------------------------------------- | ----------------------------------------------------------------------- |
| 27-1-2018                                                               | Adalia                                                                  | Corea del Sud                                                           | 1 – 0                                                                   | Moldavia                                                                | Amichevole                                                              | -                                                                       | 77’                                                                     |
| 30-1-2018                                                               | Adalia                                                                  | Azerbaigian                                                             | 0 – 0                                                                   | Moldavia                                                                | Amichevole                                                              | -                                                                       | 55’                                                                     |
| 26-2-2018                                                               | Gedda                                                                   | Arabia Saudita                                                          | 3 – 0                                                                   | Moldavia                                                                | Amichevole                                                              | -                                                                       | 56’                                                                     |
| 4-6-2018                                                                | Kematen in Tirol                                                        | Armenia                                                                 | 0 – 0                                                                   | Moldavia                                                                | Amichevole                                                              | -                                                                       | 79’                                                                     |
| 11-9-2018                                                               | Chișinău                                                                | Moldavia                                                                | 0 – 0                                                                   | Bielorussia                                                             | UEFA Nations League 2018-2019 - 1º turno                                | -                                                                       | 67’                                                                     |
| 12-10-2018                                                              | Chișinău                                                                | Moldavia                                                                | 2 – 0                                                                   | San Marino                                                              | UEFA Nations League 2018-2019 - 1º turno                                | -                                                                       | 54’                                                                     |
| 15-10-2018                                                              | Minsk                                                                   | Bielorussia                                                             | 0 – 0                                                                   | Moldavia                                                                | UEFA Nations League 2018-2019 - 1º turno                                | -                                                                       | 72’                                                                     |
| 15-11-2018                                                              | Serravalle                                                              | San Marino                                                              | 0 – 1                                                                   | Moldavia                                                                | UEFA Nations League 2018-2019 - 1º turno                                | 1                                                                       | 46’                                                                     |
| 18-11-2018                                                              | Chișinău                                                                | Moldavia                                                                | 1 – 1                                                                   | Lussemburgo                                                             | UEFA Nations League 2018-2019 - 1º turno                                | -                                                                       | 71’                                                                     |
| 22-3-2019                                                               | Chișinău                                                                | Moldavia                                                                | 1 – 4                                                                   | Francia                                                                 | Qual. Euro 2020                                                         | -                                                                       | 59’ 78’                                                                 |
| 8-6-2019                                                                | Chișinău                                                                | Moldavia                                                                | 1 – 0                                                                   | Andorra                                                                 | Qual. Euro 2020                                                         | -                                                                       | 80’                                                                     |
| 11-6-2019                                                               | Elbasan                                                                 | Albania                                                                 | 2 – 0                                                                   | Moldavia                                                                | Qual. Euro 2020                                                         | -                                                                       | 70’                                                                     |
| 17-11-2019                                                              | Chișinău                                                                | Moldavia                                                                | 1 – 2                                                                   | Islanda                                                                 | Qual. Euro 2020                                                         | -                                                                       | 60’                                                                     |
| 6-9-2020                                                                | Lubiana                                                                 | Slovenia                                                                | 1 – 0                                                                   | Moldavia                                                                | UEFA Nations League 2020-2021 - 1º turno                                | -                                                                       | 60’                                                                     |
| 12-11-2020                                                              | Chișinău                                                                | Moldavia                                                                | 0 – 0                                                                   | Russia                                                                  | Amichevole                                                              | -                                                                       | 64’                                                                     |
| 15-11-2020                                                              | Chișinău                                                                | Moldavia                                                                | 0 – 2                                                                   | Grecia                                                                  | UEFA Nations League 2020-2021 - 1º turno                                | -                                                                       | 71’                                                                     |
| 25-3-2021                                                               | Chișinău                                                                | Moldavia                                                                | 1 – 1                                                                   | Fær Øer                                                                 | Qual. Mondiali 2022                                                     | -                                                                       | 73’                                                                     |
| 28-3-2021                                                               | Herning                                                                 | Danimarca                                                               | 8 – 0                                                                   | Moldavia                                                                | Qual. Mondiali 2022                                                     | -                                                                       | 75’                                                                     |
| 3-6-2021                                                                | Paderborn                                                               | Turchia                                                                 | 2 – 0                                                                   | Moldavia                                                                | Amichevole                                                              | -                                                                       | 39’ 67’                                                                 |
| 6-6-2021                                                                | Chișinău                                                                | Moldavia                                                                | 1 – 0                                                                   | Azerbaigian                                                             | Amichevole                                                              | 1                                                                       | 58’                                                                     |
| 22-9-2022                                                               | Riga                                                                    | Lettonia                                                                | 1 – 2                                                                   | Moldavia                                                                | UEFA Nations League 2022-2023 - 1º turno                                | -                                                                       | 90+5’                                                                   |
| 25-9-2022                                                               | Chișinău                                                                | Moldavia                                                                | 2 – 0                                                                   | Liechtenstein                                                           | UEFA Nations League 2022-2023 - 1º turno                                | -                                                                       |                                                                         |
| 16-11-2022                                                              | Chișinău                                                                | Moldavia                                                                | 1 – 2                                                                   | Azerbaigian                                                             | Amichevole                                                              | -                                                                       | 66’                                                                     |
| 20-11-2022                                                              | Chișinău                                                                | Moldavia                                                                | 0 – 5                                                                   | Romania                                                                 | Amichevole                                                              | -                                                                       |                                                                         |
| 24-3-2023                                                               | Chișinău                                                                | Moldavia                                                                | 1 – 1                                                                   | Fær Øer                                                                 | Qual. Euro 2024                                                         | -                                                                       |                                                                         |
| 27-3-2023                                                               | Chișinău                                                                | Moldavia                                                                | 0 – 0                                                                   | Rep. Ceca                                                               | Qual. Euro 2024                                                         | -                                                                       | 14’                                                                     |
| 17-6-2023                                                               | Tirana                                                                  | Albania                                                                 | 2 – 0                                                                   | Moldavia                                                                | Qual. Euro 2024                                                         | -                                                                       | 56’                                                                     |
| 20-6-2023                                                               | Chișinău                                                                | Moldavia                                                                | 3 – 2                                                                   | Polonia                                                                 | Qual. Euro 2024                                                         | -                                                                       | 46’                                                                     |
| 7-9-2023                                                                | Linz                                                                    | Austria                                                                 | 1 – 1                                                                   | Moldavia                                                                | Amichevole                                                              | 1                                                                       | 61’                                                                     |
| 10-9-2023                                                               | Tórshavn                                                                | Fær Øer                                                                 | 0 – 1                                                                   | Moldavia                                                                | Qual. Euro 2024                                                         | -                                                                       | 46’                                                                     |
| 12-10-2023                                                              | Solna                                                                   | Svezia                                                                  | 3 – 1                                                                   | Moldavia                                                                | Amichevole                                                              | -                                                                       | 64’                                                                     |
| 15-10-2023                                                              | Varsavia                                                                | Polonia                                                                 | 1 – 1                                                                   | Moldavia                                                                | Qual. Euro 2024                                                         | -                                                                       | 60’                                                                     |
| 17-11-2023                                                              | Chișinău                                                                | Moldavia                                                                | 1 – 1                                                                   | Albania                                                                 | Qual. Euro 2024                                                         | -                                                                       | 69’                                                                     |
| 20-11-2023                                                              | Olomouc                                                                 | Rep. Ceca                                                               | 3 – 0                                                                   | Moldavia                                                                | Qual. Euro 2024                                                         | -                                                                       | 46’                                                                     |
| 22-3-2024                                                               | Boztepe                                                                 | Macedonia del Nord                                                      | 1 – 1                                                                   | Moldavia                                                                | Amichevole                                                              | 1                                                                       | 58’                                                                     |
| 26-3-2024                                                               | Boztepe                                                                 | Isole Cayman                                                            | 0 – 4                                                                   | Moldavia                                                                | Amichevole                                                              | 1                                                                       | 58’                                                                     |
| 8-6-2024                                                                | Chișinău                                                                | Moldavia                                                                | 3 – 2                                                                   | Cipro                                                                   | Amichevole                                                              | -                                                                       | 46’ 90+5’                                                               |
| 11-6-2024                                                               | Chișinău                                                                | Moldavia                                                                | 0 – 4                                                                   | Ucraina                                                                 | Amichevole                                                              | -                                                                       | 46’                                                                     |
| 7-9-2024                                                                | Chișinău                                                                | Moldavia                                                                | 2 – 0                                                                   | Malta                                                                   | UEFA Nations League 2024-2025 - 1º turno                                | -                                                                       | 70’ 72’                                                                 |
| 10-9-2024                                                               | Chișinău                                                                | Moldavia                                                                | 1 – 0                                                                   | San Marino                                                              | Amichevole                                                              | -                                                                       | 62’                                                                     |
| 10-10-2024                                                              | Chișinău                                                                | Moldavia                                                                | 2 – 0                                                                   | Andorra                                                                 | UEFA Nations League 2024-2025 - 1º turno                                | -                                                                       | 57’                                                                     |
| 13-10-2024                                                              | Ta' Qali                                                                | Malta                                                                   | 1 – 0                                                                   | Moldavia                                                                | UEFA Nations League 2024-2025 - 1º turno                                | -                                                                       | 55’                                                                     |
| 6-6-2025                                                                | Varsavia                                                                | Polonia                                                                 | 2 – 0                                                                   | Moldavia                                                                | Amichevole                                                              | -                                                                       | 86’                                                                     |
| 9-6-2025                                                                | Reggio Emilia                                                           | Italia                                                                  | 2 – 0                                                                   | Moldavia                                                                | Qual. Mondiali 2026                                                     | -                                                                       | 72’                                                                     |
| Totale                                                                  |                                                                         | Presenze                                                                | 44                                                                      |                                                                         | Reti                                                                    | 5                                                                       |                                                                         |

## Palmarès

### Club
- Campionato moldavo: 2

Sheriff Tiraspol: 2016-2017, 2017
- Coppa di Moldavia: 1

Sheriff Tiraspol: 2016-2017
- Coppa di Romania: 1

Sepsi: 2021-2022
- Supercoppa di Romania: 2

Sepsi: 2022, 2023

### Individuale
- Capocannoniere del campionato moldavo: 1

2017 (13 reti)
- Capocannoniere del Torneo di Viareggio: 1

2019 (4 gol)